# Familia Borghese

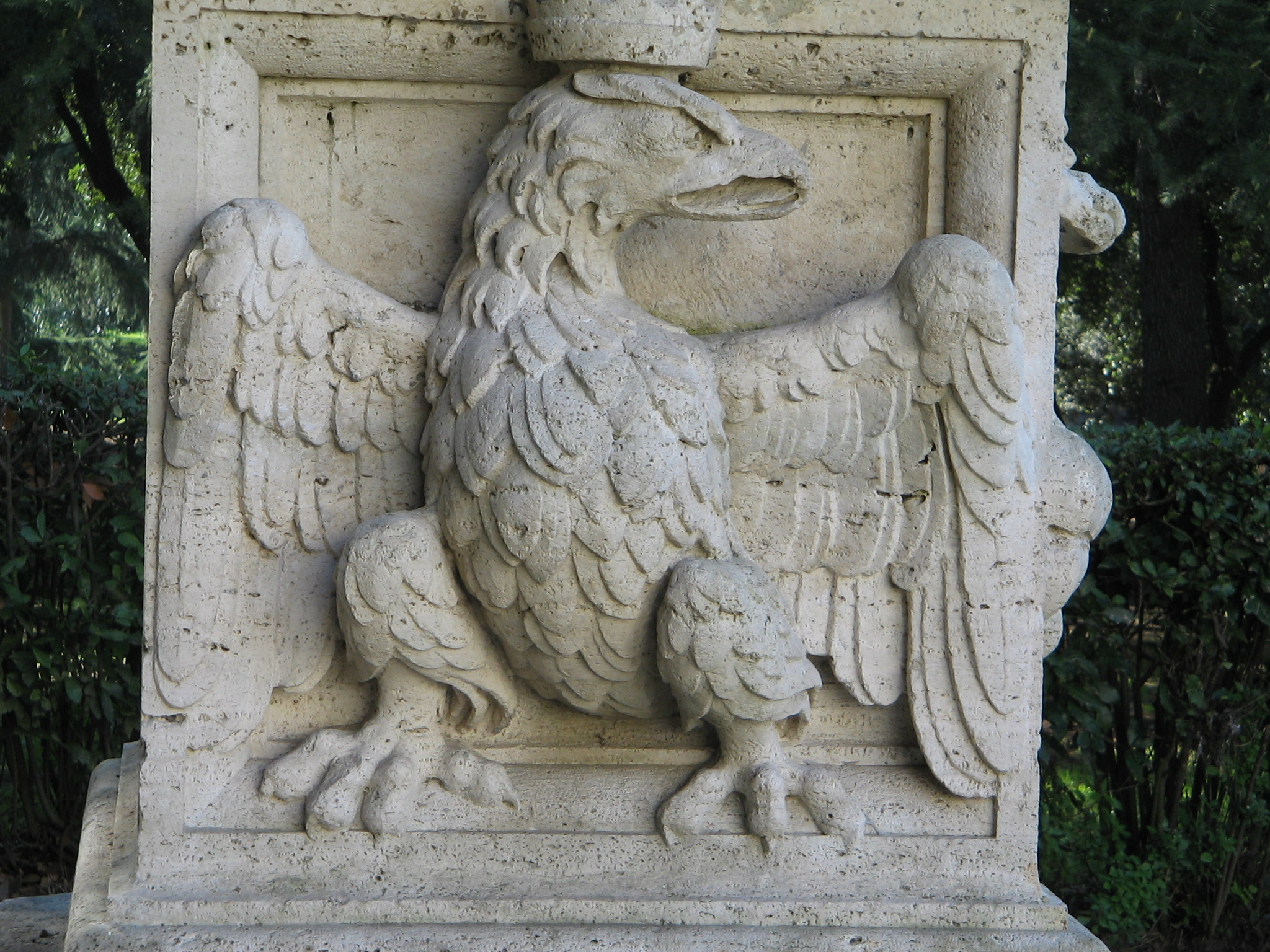
Escudo de la familia Borghese.

Los Borghese son una familia nobiliaria italiana, originaria de Siena, muy importante en la historia política y religiosa de Roma desde el siglo XIII y durante centurias.

## Historia de los Borghese (o Borghesi) de Siena
El fundador de la dinastía (de la rama femenina) fue un sienés, mercader de lanas, que vivió en el siglo XIII, Tiezzo da Monticiano, cuyo nieto Borghese dio después nombre a la casa. Entre otros importantes miembros, además del papa Pablo V y diversos cardenales, destacan:
- Agostino (1390-1462), fue un valeroso combatiente en las guerras entre las ciudades de Siena y Florencia. Nombrado conde palatino por el papa Pío II y conde del Sacro Imperio Romano Germánico por el emperador Segismundo de Luxemburgo.
- Niccolò (1432-1500), literato, filósofo e importante político de la República de Siena, perteneciente al Monte dei Nove.
- Pietro (1469-1527), nombrado senador de Roma por el papa León X, fue asesinado durante las luchas de los Cofani.
- Marcantonio I (1504-1574), político y abogado al servicio papal.

## Los Borghese de Roma

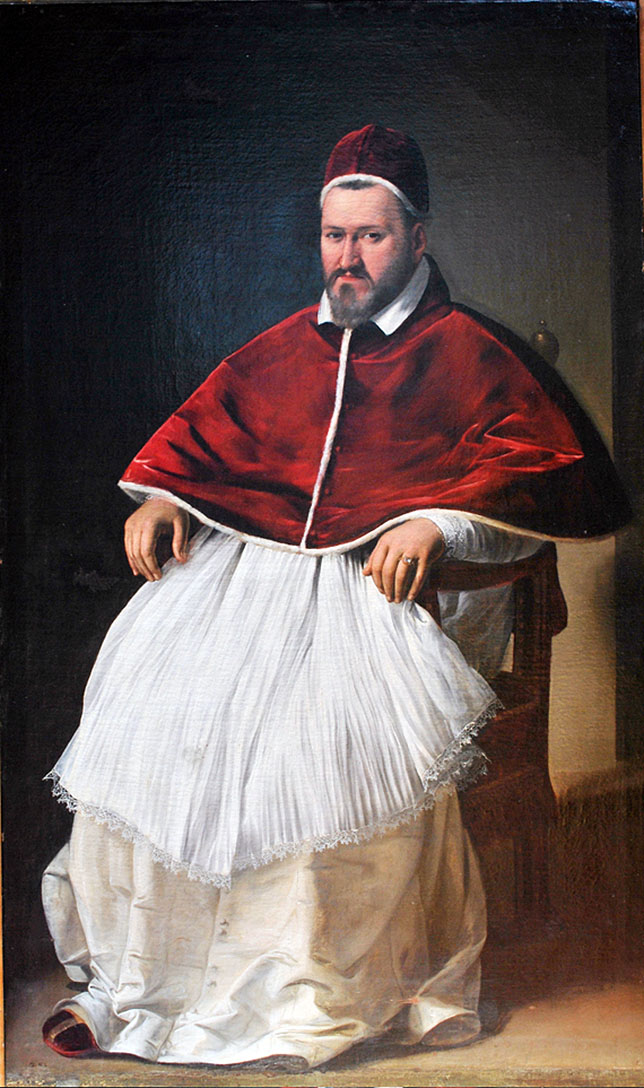
Camillo Borghese, papa Pablo V.

En 1541 Marcantonio I se trasladó a Roma, donde rápidamente asciende la familia sienesa. El Cardenal Camillo Borghese, hijo de Marcantonio adquirió en 1604 el Palacio Borghese y otras propiedades adyacentes. En 1605, Camillo, hijo de Marcantonio fue elegido papa con el nombre de Pablo V. Entonces el palacio fue la residencia de sus hermanos. Paulo V hizo nombrar a su hermano Francesco (1556-1620), duque de Rignano, general del ejército pontificio; a su otro hermano, Giambattista (1554-1609), le nombró gobernador de Borgo y castellano de Castel Sant'Angelo; y a su sobrino Scipione Caffarelli-Borghese (1576-1633), hijo de su hermana Ortensia, le hizo cardenal.
Scipione fue apadrinado por su tío Pablo V y fue entonces cuando adoptó el nombre de Scipione Borghese. Fue una gran mecenas de las artes, protector de Bernini y artífice de la construcción de la Villa Borghese y de la colección de obras que constituyen el origen de una importante pinacoteca que hoy constituye la llamada Galería Borghese.
Marcantonio II (1598-1658), hijo de Giambattista, gracias a la influencia de su tío Pablo V, fue nombrado por el rey Felipe III de España, príncipe de Sulmona y grande de España. Este se casó en 1619 con Camilla Orsini convirtiéndose en heredero universal de la familia. Su hijo Paolo (1624-1646) se casó con Olimpia Aldobrandini, princesa de Rossano, que transmitió el título a su hijo Marcantonio III (1660-1729), que fue virrey de Nápoles.

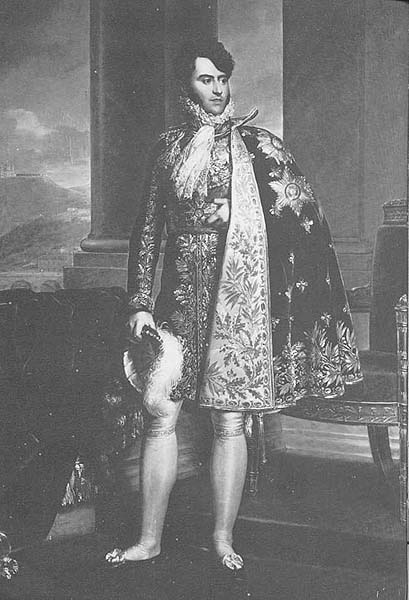
Camillo Filippo Ludovico Borghese.

Marcantonio IV (1730-1800), príncipe de Sulmona y de Rossano, fue senador de la República Romana. Su hijo Camillo Filippo Ludovico (1775-1832) se alistó en el ejército napoleónico, llegando a general. Este se casó en 1803 con la hermana de Napoleón, Paulina Bonaparte, que se había quedado viuda del general Leclerc. Camillo fue nombrado duque de Guastalla en 1806, y gobernador del Piamonte (1807-1814). Después de la caída de Napoleón, se separó de su mujer y se retiró de la vida pública a Florencia.
El segundogénito de Marcantonio IV, Francesco príncipe Aldobrandini (1776-1839), fue también un general napoleónico, y heredó el patrimonio de Camillo ya que este no tuvo hijos.
El príncipe Scipione Borghese (1871-1927) fue industrial y deportista. Es recordado por haber participado, en 1907, en el rally automovilístico Pekín-París junto al periodista Luigi Barzini y con su chófer de confianza y mecánico, Ettore Guizzardi (1881-1963).
Junio Valerio Borghese (1906-1974), oficial de marina, condecorado con la medalla de oro al valor militar, fundó en 1967 la organización de extrema derecha Fronte Nazionale. En 1970 se refugió en España, después de haber sido acusado de intentar un golpe de Estado.
El actual cabeza de la familia es S. Excelencia don Scipione príncipe Borghese 14° príncipe de Sulmona, 15° de Rossano, de Montecompatri, de Vivaro Romano, etcétera, nacido el 19 de noviembre de 1970. 
La ramas de la familia Borghese actuales son:
- Borghese.
- Borghese-Aldobrandini.
- Borghese-Salviati.
- Borghese-Torlonia.

que descienden respectivamente de los tres hijos de Francesco: Marcantonio V, Camillo y Scipione, y del nieto de Giulio (1847-1914) que se casó con Anna Maria Torlonia.

## Papa
- Pablo V (1605-1621)

## Cardenales
- Camillo Borghese (1552-1621) cardenal desde (1596), después papa Pablo V
- Scipione Borghese (1576-1633), nacido Caffarelli, cardenal desde (1605)
- Pietro Maria (1599-1642), cardenal desde (1624)
- Francesco Scipione Maria Borghese (1697-1759), cardenal desde (1729)